# Niños Héroes de Chapultepec
Niños Héroes de Chapultepec är en ort i Mexiko.   Den ligger i kommunen Ahome och delstaten Sinaloa, i den västra delen av landet, 1 300 km nordväst om huvudstaden Mexico City. Niños Héroes de Chapultepec ligger 45 meter över havet och antalet invånare är 454.
Terrängen runt Niños Héroes de Chapultepec är platt västerut, men österut är den kuperad. Runt Niños Héroes de Chapultepec är det ganska glesbefolkat, med 23 invånare per kvadratkilometer. Närmaste större samhälle är Poblado Número Cinco, 16,8 km sydväst om Niños Héroes de Chapultepec. I omgivningarna runt Niños Héroes de Chapultepec växer huvudsakligen savannskog.